# American Soccer League 1926-1927
Il Campionato dell'American Soccer League 1926-27 fu il sesto campionato della lega ed il 27º di prima divisione statunitense di calcio.

## Squadre
Dopo un solo campionato i Shawsheen Indians non si riscrivono e vennero sostituiti da un'altra squadra del Massachusetts, i  Springfield Babes. Gli storici Philadelphia Field Club cambiano proprietà venendo rinominati Philadelphia Celtic.
| Stato         | Squadra               | Città/Area        |
| ------------- | --------------------- | ----------------- |
| Massachusetts | Boston S.C.           | Boston            |
| Massachusetts | N. Bedford Whalers    | New Bedford       |
| Massachusetts | Fall River            | Fall River        |
| Massachusetts | Springfield Babes     | Springfield       |
| New York      | Brooklyn Wanderers    | Brooklyn-New York |
| New York      | N.Y. Giants           | New York          |
| New York      | N.Y. Indiana Flooring | New York          |
| Rhode Island  | Providence F.C.       | Providence        |
| Rhode Island  | J&P Coats             | Pawtucket         |
| New Jersey    | Newark Skeeters       | Newark            |
| Pennsylvania  | Bethlehem Steel       | Bethlehem         |
| Pennsylvania  | Philadelphia Celtic   | Philadelphia      |

## Campionato

### Classifica finale
|    | Squadra               | G  | V  | N  | P  | GF  | GS  | Pt | Per. |
| -- | --------------------- | -- | -- | -- | -- | --- | --- | -- | ---- |
| 1  | Bethlehem Steel       | 44 | 29 | 8  | 7  | 114 | 52  | 66 | .750 |
| 2  | Boston S.C.           | 44 | 25 | 7  | 12 | 90  | 59  | 55 | .648 |
| 3  | Fall River            | 44 | 24 | 8  | 12 | 98  | 72  | 56 | .636 |
| 4  | N. Bedford Whalers    | 44 | 24 | 6  | 14 | 124 | 72  | 54 | .614 |
| 5  | N.Y. Giants           | 44 | 21 | 7  | 16 | 120 | 102 | 49 | .557 |
| 6  | N.Y. Indiana Flooring | 44 | 19 | 9  | 15 | 77  | 81  | 47 | .547 |
| 7  | Brooklyn Wanderers    | 44 | 18 | 6  | 20 | 83  | 96  | 42 | .477 |
| 8  | Providence F.C.       | 43 | 15 | 10 | 18 | 73  | 96  | 40 | .466 |
| 9  | J&P Coats             | 44 | 11 | 14 | 19 | 48  | 72  | 36 | .409 |
| 10 | Newark Skeeters       | 38 | 13 | 6  | 25 | 54  | 91  | 32 | .363 |
| 11 | Philadelphia Celtic   | 44 | 11 | 4  | 29 | 64  | 123 | 26 | .295 |
| 12 | Springfield Babes     | 27 | 7  | 7  | 13 | 44  | 74  | 21 | .239 |

#### Verdetti
Bethlehem Steel Campione degli Stati Uniti 1926-1927